# Waldemar Krause (Schriftsteller)
Waldemar Krause (* 28. Januar 1926 in Flensburg; † 9. August 2006 in Heide) war ein norddeutscher Schriftsteller und Kaufmann.

## Lebensdaten
Waldemar Krause wurde in Flensburg geboren und wuchs in Kiel auf. Er entstammte einer deutsch-dänischen Familie. Er musste 1938 aus rassischen Gründen das Gymnasium am Knooper Weg in Kiel verlassen und machte nach der Realschule eine Drogistenausbildung. Ab 1943 musste er zudem Dienst als Flakhelfer in Kiel leisten, danach folgte Arbeitsdienst und eine kurze Zeit als Pionier bei der Wehrmacht. Nach dem Krieg ging er zuerst nach Eiderstedt und 1950 nach Heide, wo er als selbständiger Kaufmann arbeitete (Großhandel für Maler- und Glaserbedarf). Er lebte zwischen 1987 und 1996 in Lübeck, wo er fünf Jahre Geschäftsführendes Vorstandsmitglied der Malereinkaufsgenossenschaft Lübeck war. Er war zwei Mal verheiratet, aus beiden Ehen entstammten zusammen sechs Kinder. Krause zog 1997 zurück nach Heide, wo er 2006 nach langer schwerer Krankheit verstarb.

## Schriftstellerische Tätigkeiten
Seit den frühen 50er Jahren verfasste Waldemar Krause Geschichten für verschiedene Zeitungen, unter anderem die Dithmarscher Landeszeitung sowie die Norddeutsche Rundschau. Später sammelte er Geschichten aus seinem Dithmarscher Umfeld und veröffentlichte diese in dem Buch „Alte Geschichten aus Dithmarschen“, welches 1976 zum ersten Mal in der Westholsteinischen Verlagsanstalt Boyens & Co. erschien. Das Buch war ein großer Erfolg und wurde mehrfach aufgelegt. Die Illustrationen waren von dem damals noch jungen Kunstmaler Jens Rusch. Im Jahr 1980 folgte im gleichen Verlag ein weiteres Buch, welches sehr viel anspruchsvollere Themen aufgriff und unter anderem auch autobiographische Themen hatte („Das letzte Schiff“). In einem der Beiträge schildert er seine Erfahrungen als 16-jähriger Flakhelfer. Eine andere Geschichte, die auf einer wahren Begebenheit beruhte, beschrieb, wie Heinrich Himmler in den Tagen nach dem Ende des Zweiten Weltkrieges in Delve landete und von dort aus versuchte mit einem Eiderkahn nach Argentinien zu entkommen (wozu das Boot nicht geeignet war, wie sich dann herausstellte).
1980 brachte Waldemar Krause auch ein Buch in plattdeutscher Sprache heraus, eine Liebesgeschichte, die im Mittelalter spielt (Margret – jung Hart in grote Leev).
Aufgrund einer Tragödie in seinem engsten persönlichen Umfeld stellte er für viele Jahre das Schreiben ein, fuhr dann aber in den 90er Jahren fort, Erzählungen mit vorwiegend historischem Bezug zu verfassen (zur schleswig-holsteinischen und dänischen Geschichte). Als Chefredakteur der Mitgliederzeitung einer großen Malereinkaufsgenossenschaft schrieb er zudem unter dem Pseudonym „Schmidtpott“ kurze Geschichten, die die Bedeutung von Redewendungen herleiteten. Schmidtpotts Kommentare wurden aus Anlass seines 70. Geburtstags von der Malereinkaufsgenossenschaft Altona MEGA als Buch veröffentlicht.

## Bücher
- Alte Geschichten aus Dithmarschen. Erzählt von Waldemar Krause, mit Zeichnungen von Jens Rusch. Westholsteinische Verlagsanstalt Boyens & Co, Heide 1976, ISBN 3-8042-0157-1.
- Das letzte Schiff, und andere Erzählungen, mit einem Nachwort von Adalbert Blankenburg. Westholsteinische Verlagsanstalt Boyens & Co, Heide 1980, ISBN 3-8042-0233-0.
- Margret. Jung Hart in grote Leev. Quickborn Verlag, Hamburg 1980, ISBN 3-87651-071-6.